# Denza N8
Denza X – elektryczny i hybrydowy samochód osobowy typu SUV klasy wyższej produkowany pod chińską marką Denza w latach 2019–2021 oraz ponownie jako Denza N8 w latach 2023–2024.

## Historia i opis modelu

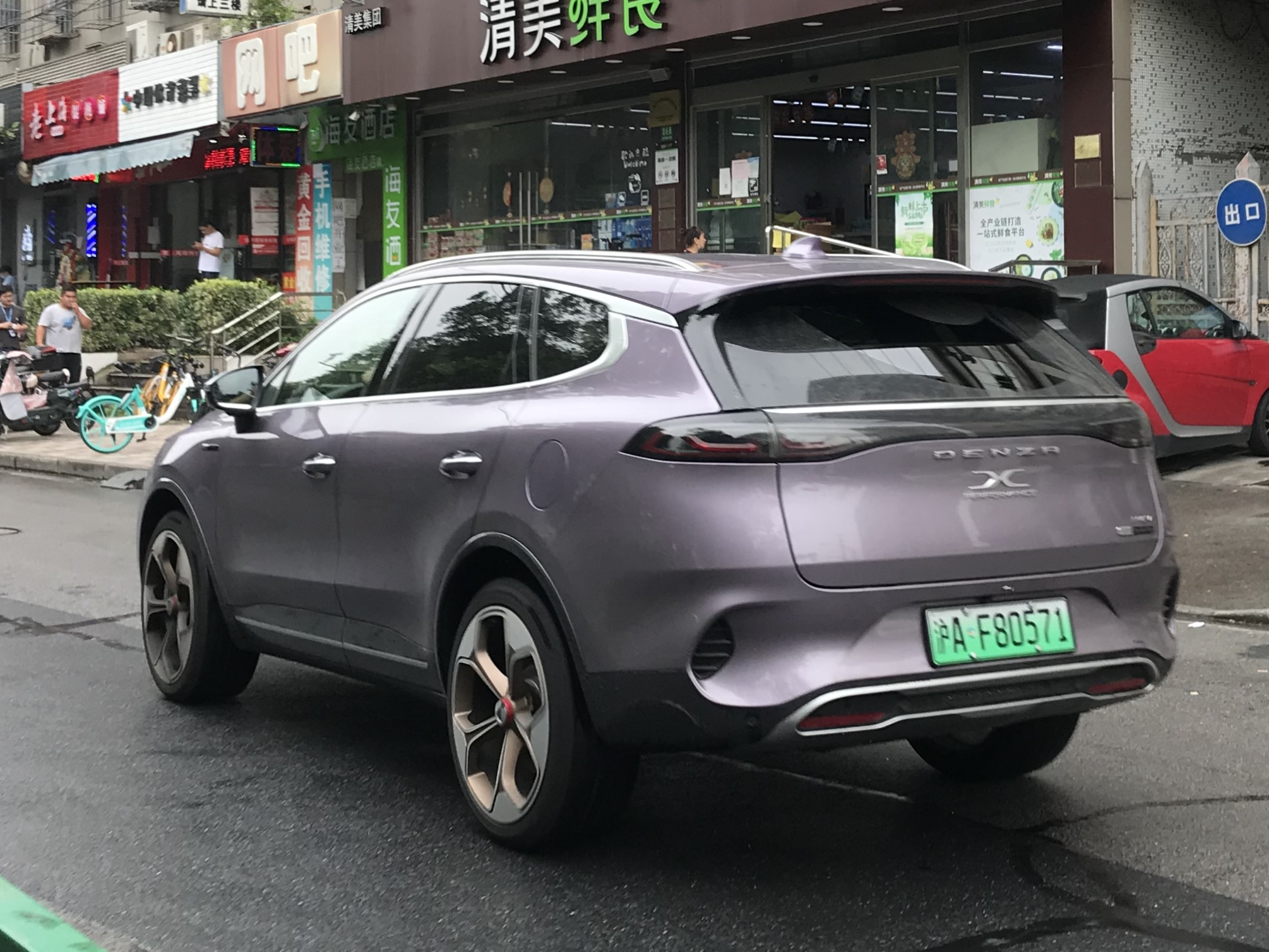
Denza X - tył

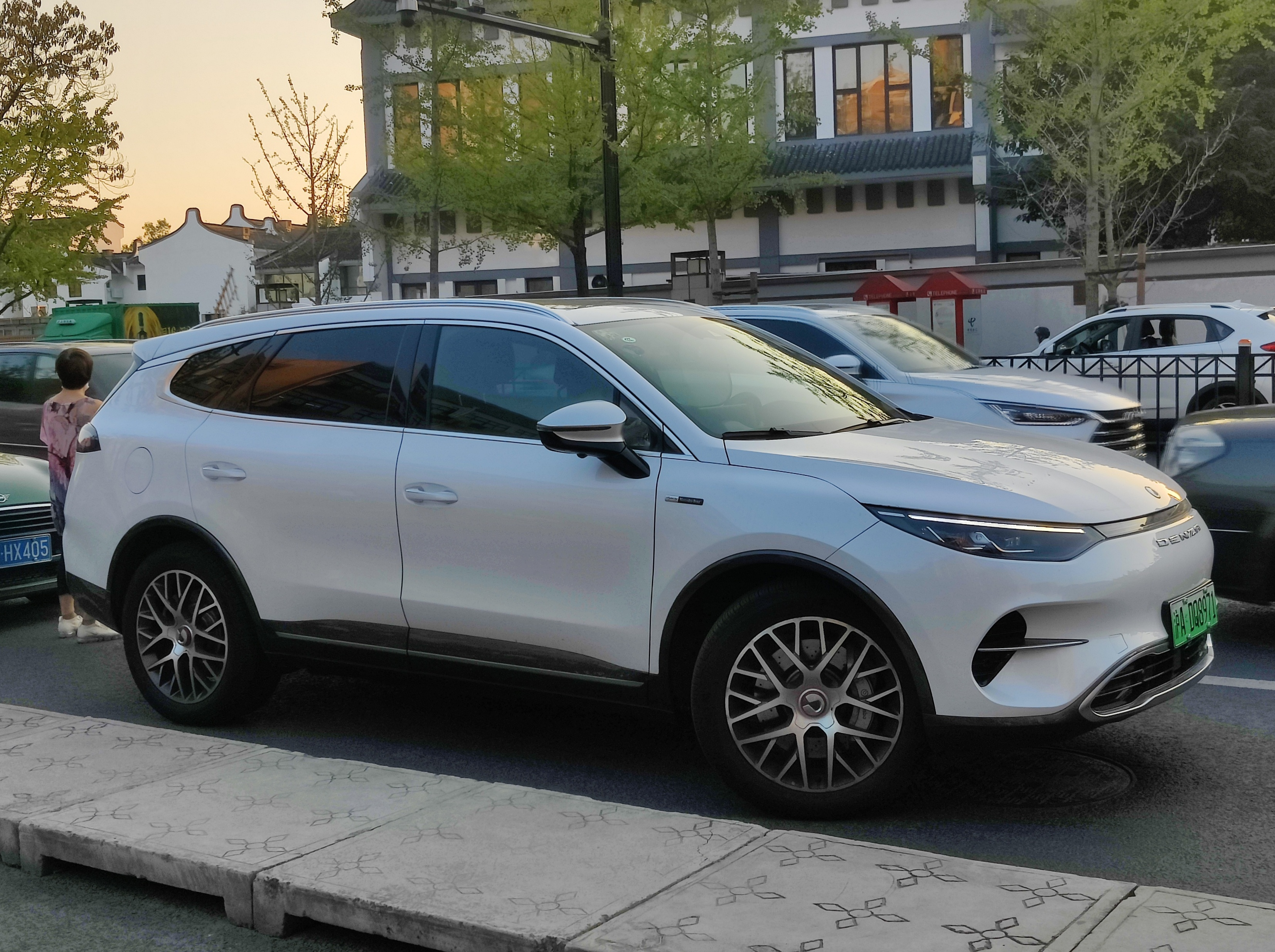
Denza X EV

W czerwcu 2019 joint-venture BYD Auto i Daimlera przedstawiło studyjną zapowiedź drugiego w dziejach utworzonej w 2010 roku marki Denza samochodu Concept X. Produkcyjna odmiana pod nazwą Denza X została przedstawiona w listopadzie tego samego roku, przyjmując formę wyższej klasy SUV-a, którego projekt stylistyczny zarówno pod kątem wyglądu zewnętrznego, jak i wewnętrznego został w całości opracowany przez zespół inżynierów i projektantów Mercedesa.
Nadwozie Denzy X wyróżnia się wąskimi, podłużnymi reflektorami wykonanymi w technologii LED, a także podobnego kształtu lampami tylnymi - tyle że stanowiących jeden świetlny pas biegnący przez całą szerokość. Kabina pasażerska została utrzymana w luksusowym wystroju, z licznymi elementami nawiązującymi do modeli Mercedesa jak przełączniki, nawiewy, aluminiowe panele, drewno czy tunel środkowy. W konsoli środkowej zamontowano duży ekran dotykowy zastępujący funkcje radia, klimatyzacji czy nawigacji.

### Sprzedaż
Denza X, podobnie jak dotychczasowy model Denza 500, był pojazdem skonstruowanym i produkowanym wyłącznie z myślą o wewnętrznym rynku chińskim. Samochód nie spełnił jednak pokładanych w nim nadziei, odnosząc niewielką popularność i znikając z rynku po 2 latach produkcji z końcem 2021 roku.

### Dane techniczne
Pojazd oferowany był zarówno w wariancie w pełni elektrycznym, jak i jako hybryda typu plug-in. Ten pierwszy oferowany był w dwóch wariantach mocy: 240 KM i 330 Nm lub 483 KM i 660 Nm. Przy baterii 82,8 kWh, podstawowy model rozwijał na jednym ładowaniu ok. 520 kilometrów zasięgu, a topowy ok. 500 kilometrów. Hybrydowa Denza X napędzana była przez dwa silniki elektryczne o mocy 245 KM, które współpracowały z dwulitrowym silnikiem benzynowym o mocy 192 KM. Pozwalało to na rozpędzenie się do 100 km/h w 4,3 sekundy, dzięki baterii 20 kWh oferując ok. 81 kilometrów w pełni elektrycznego zasięgu na jednym ładowaniu.

### N8

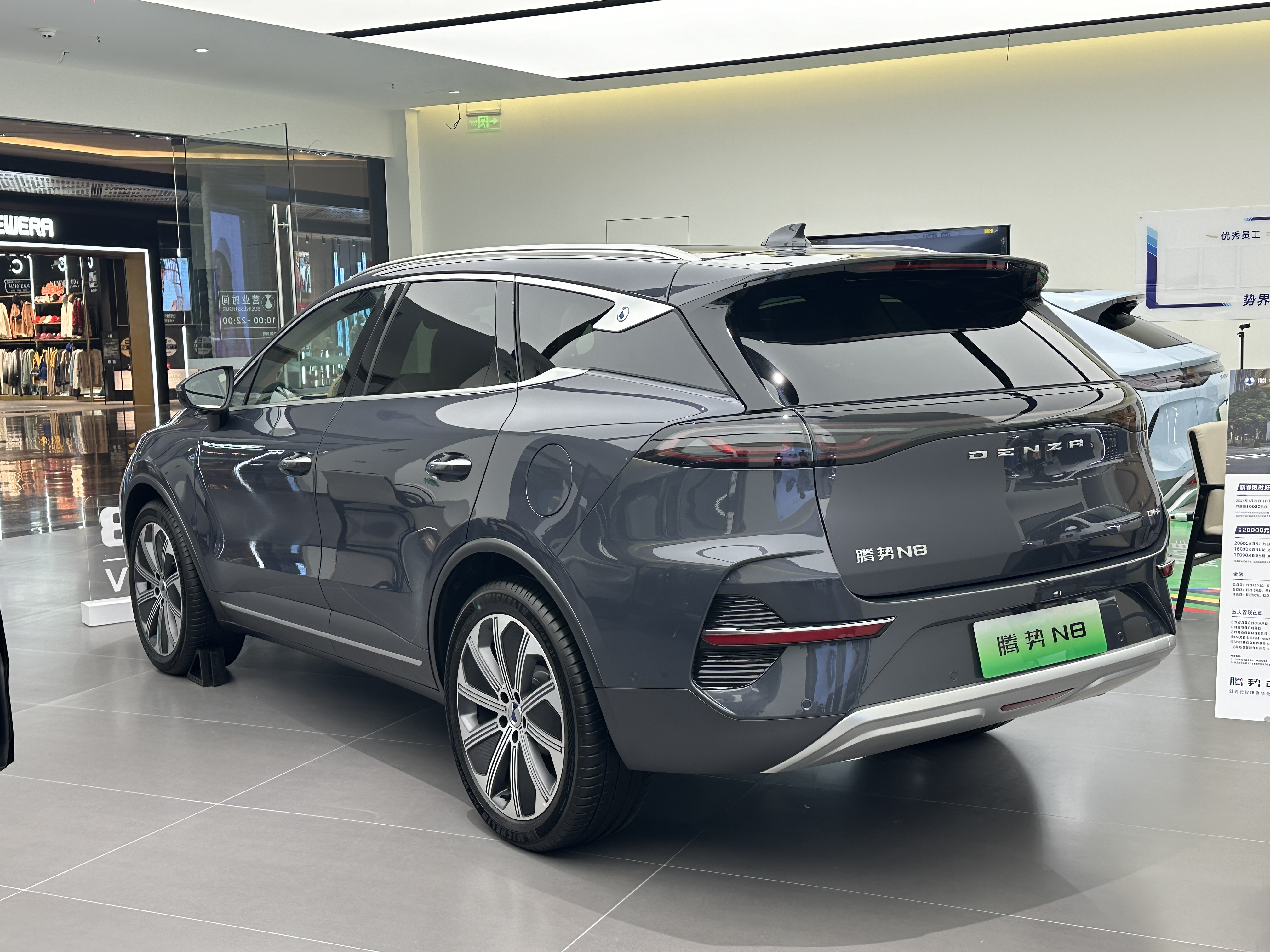
Denza N8 - tył

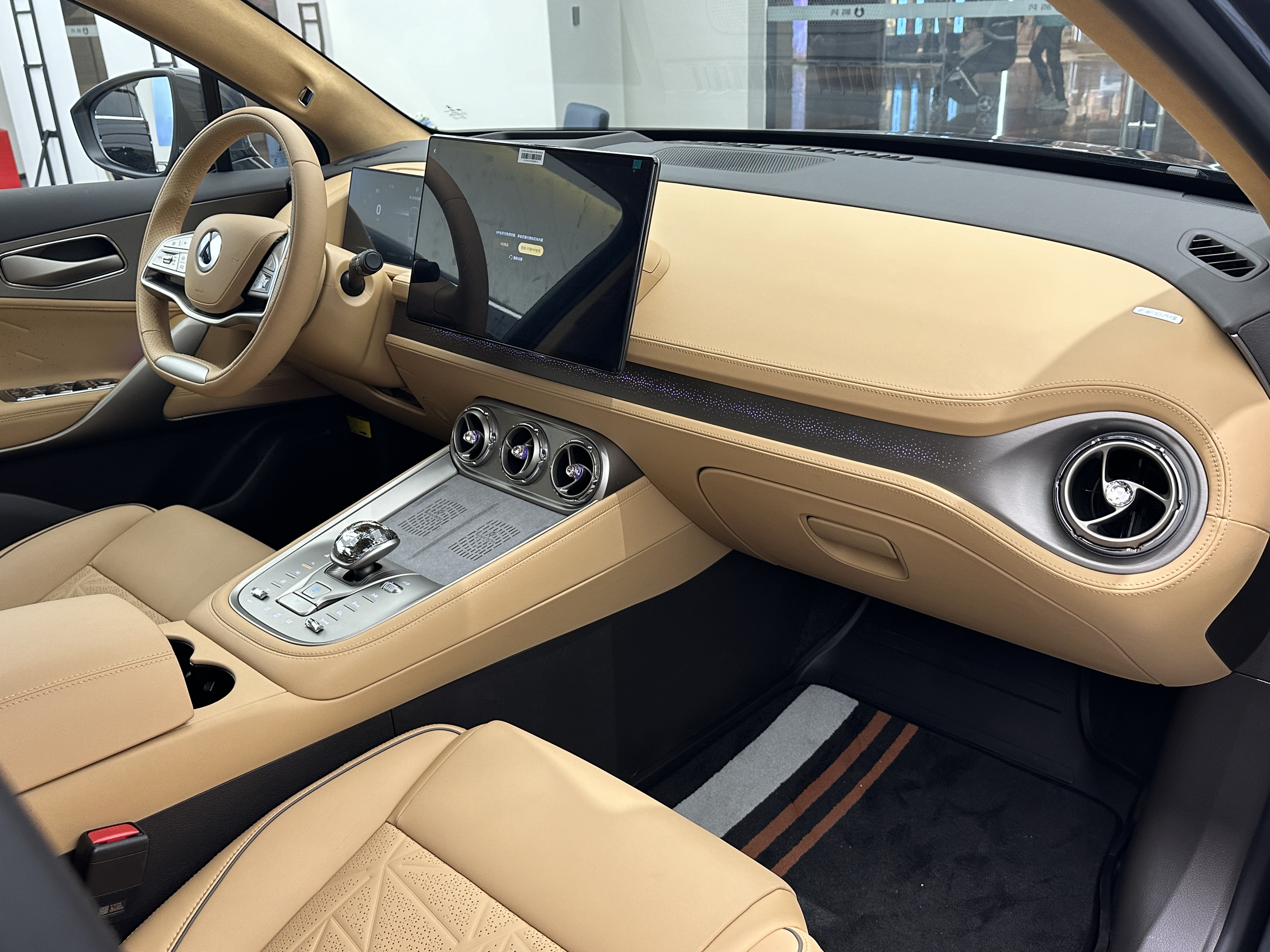
Denza N8 - kokpit

Denza N8 została zaprezentowana po raz pierwszy w 2023.
Pomimo rynkowego niepowodzenia Denzy X, producent zdecydował się powrócić do oferowania topowego SUV-a pod nazwą N8 po dwuletniej przerwie, realizując taką samą koncepcję jak poprzednio. Samochód ponownie został bliźniaczym modelem względem dużego SUV-a BYD Tang, dzieląc z nim podzespoły techniczne oraz kluczowe cechy stylistyki zewnętrznej.
Pod kątem wizualnym Denza N8 samochód otrzymał inną stylizację pasa przedniego nawiązującą do mniejszego modelu N7, wyróżniając się wysoko umieszczonymi wąskimi reflektorami. Na zderzaku znalazł się także zestaw rozbudowaych diod LED do jazdy dziennej w kształcie bumerangów, pomiędzy którymi wersja hybrydowa opcjonalnie otrzymała wlot powietrza.

### Sprzedaż
Denza N8 została zbudowana z myślą o wewnętrznym rynku chińskim, z myślą o którym początek sprzedaży wyznaczono na połowę 2023 roku. Samochód uplasował się na szczycie zmodernizowanej gamy jako większa alternatywa dla równolegle debiutującego modelu N7, znikając z rynku jeszcze szybciej niż poprzednia iteracja - po roku produkcji, w 2024 roku.

### Dane techniczne
Prezentując pierwsze informacje o Denzie N8, producent nie ujawnił parametrów technicznych. Ograniczono się jedynie do informacji, że gama wariantów napędowych utworzona została zarówno przez wariant w pełni elektryczny, jak i hybrydowy typu plug-in.